# Фруктовый (Брестская область)
Фрукто́вый (бел. Фруктовы) — посёлок в Кобринском районе Брестской области Белоруссии. Входит в состав Батчинского сельсовета.
По данным на 1 января 2016 года население составило 579 человек в 207 домохозяйствах.

## География
Посёлок расположен на южном берегу реки Мухавец, в 4 км к юго-западу от города и станции Кобрин и в 44 км к востоку от Бреста, у автодороги М1 Брест-Минск.
На 2012 год площадь населённого пункта составила 0,76 км² (76 га).

## История
Населённый пункт известен с 1959 года как усадьба совхоза Патрики. В разное время население составляло:
- 1999 год: 126 хозяйств, 384 человека;
- 2005 год: 167 хозяйств, 492 человека;
- 2009 год: 579 человек;
- 2016 год[2]: 207 хозяйств, 579 человек;
- 2019 год[1]: 566 человек.